# Gallur
Gallur è un comune spagnolo di 2 900 abitanti situato nella comunità autonoma dell'Aragona.